# Billy Gibbons
William Frederick Gibbons (født 16. december 1949) er en amerikansk musiker, singer-songwriter og lejlighedsvis skuespiller. Han er guitarist og forsanger i Texas bluesrock-gruppen, ZZ Top. Gennem hans tid i ZZ Top (1969-nu) har han sunget og komponeret mange af bandets numre . Han er kendt for aldrig at blive set uden mørke solbriller, sit skæg der går ned til under brystet, og hans hårde bluesrock guitarstil.
Han spiller næsten eksklusivt på en Gibson Les Paul-guitar fra 1959 eller rettere en kopi. Han har dog en original, som han kalder Pearly Gates, men bruger den efterhånden udelukkende i studiet og ikke længere ved live-optrædener. Gibbons' spillestil er meget kopieret inden for rock-verdenen og han er kendt for at en del fuzz-effekter. Han er dog i de senere år begyndt at spille på Gretsch, signaturmodel Billy Bo; en model inspireret af den guitar, som Bo Diddley spillede sidst i 1950'erne.
Som solist har Gibbons udgivet tre soloalbum under eget navn i henholdsvis 2015, 2018 og 2021. På albummet The Big Bad Blues fra september 2018 figurerer bl.a. sangen Missin' Yo' Kissin', som er skrevet af Gibbons Hustru, Gilligan Stillwater. Guitarstilen på dette nummer er meget lig "La Grange" fra ZZ Tops album Tres Hombres fra 1973.

## Skuespilkarriere
Billy Gibbons spiller med i flere afsnit af Bones, hvori han spiller far til Angela Montenegro.

## Privatliv
I december 2005 giftede Gibbons sig med sin mangeårige kæreste Gilligan Stillwater.

## Diskografi som solist

### Album
- Perfectomundo (2015)[2]
- The Big Bad Blues (2018)[3]
- Hardware (2021)[4]

### Single
- Hot Rod (( 2018 ) Kun i udvalgte butikker )[5]